# یواس‌اس ایتون (دی‌دی-۵۱۰)
یواس‌اس ایتون (دی‌دی-۵۱۰) (به انگلیسی: USS Eaton (DD-510)) یک کشتی بود که طول آن ۱۱۴٫۷ متر (۳۷۶ فوت) بود. این کشتی در سال ۱۹۴۲ ساخته شد.